# Julius Mařák
Julius Mařák (né le 29 mars 1832 à Litomyšl et mort le 8 octobre 1899 à Prague) fut un paysagiste, dessinateur et graphiste bohémien. Selon Jaroslava Gregorová, ses œuvres symbolisent « le passage du romantisme au réalisme ».

## Galerie

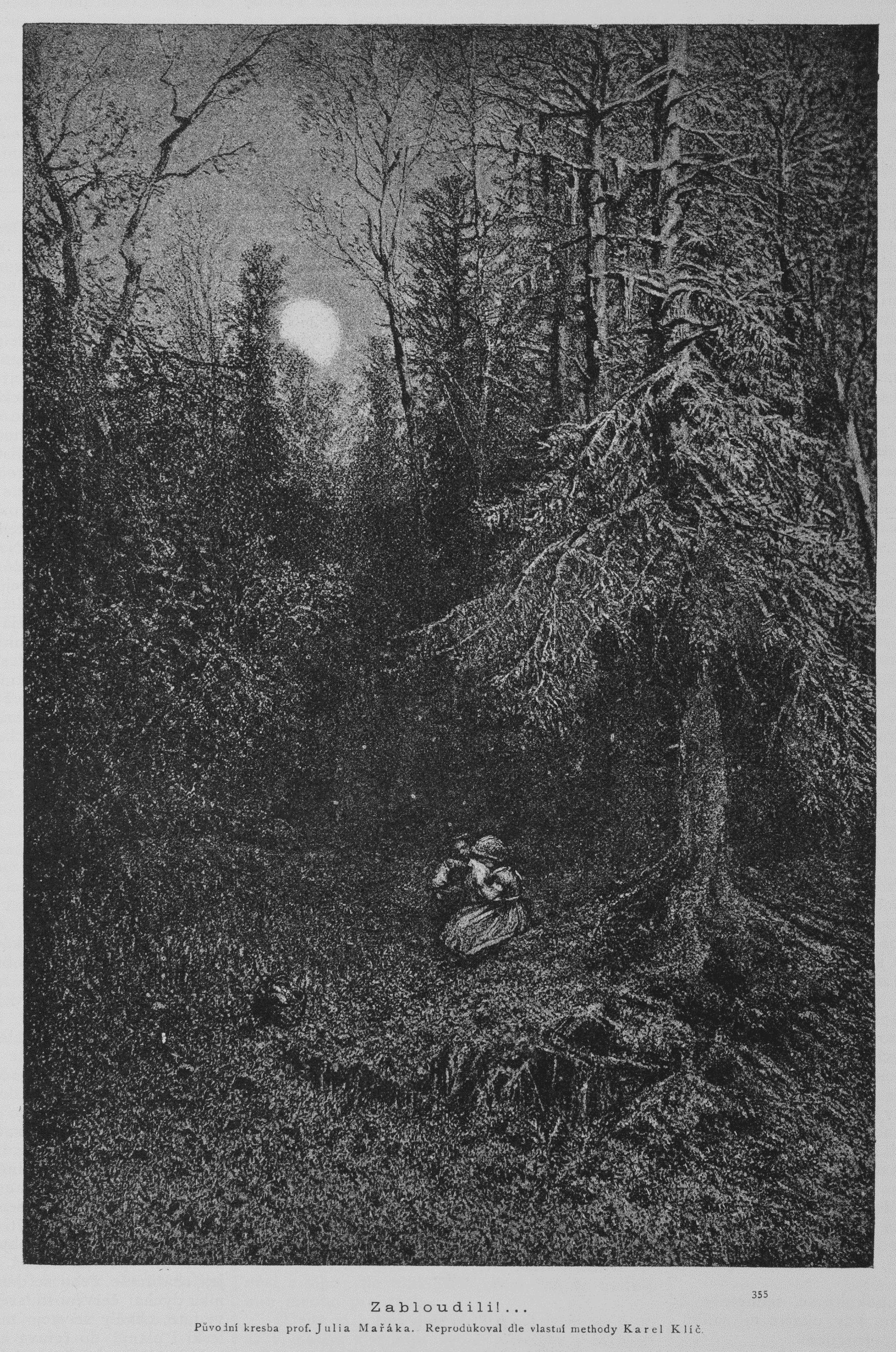
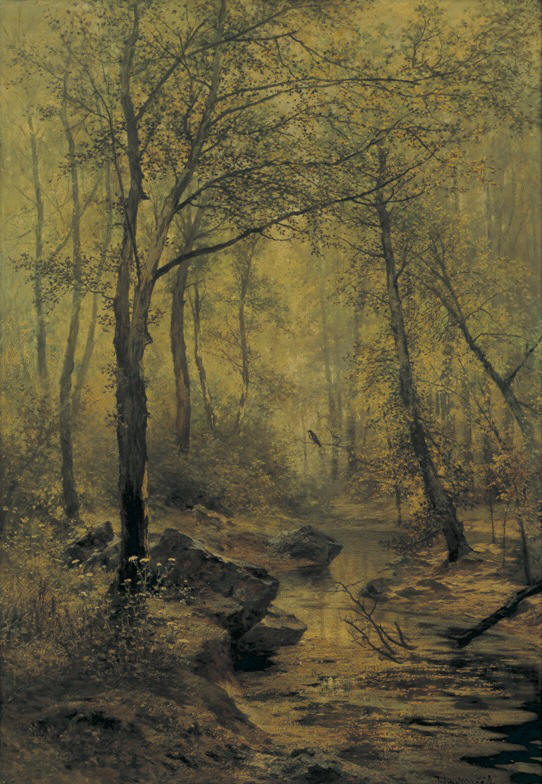
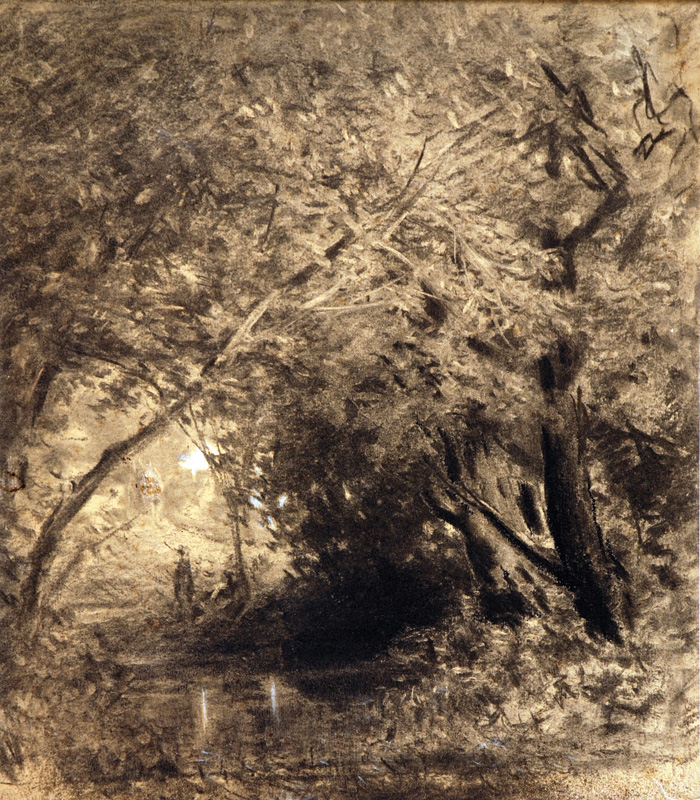
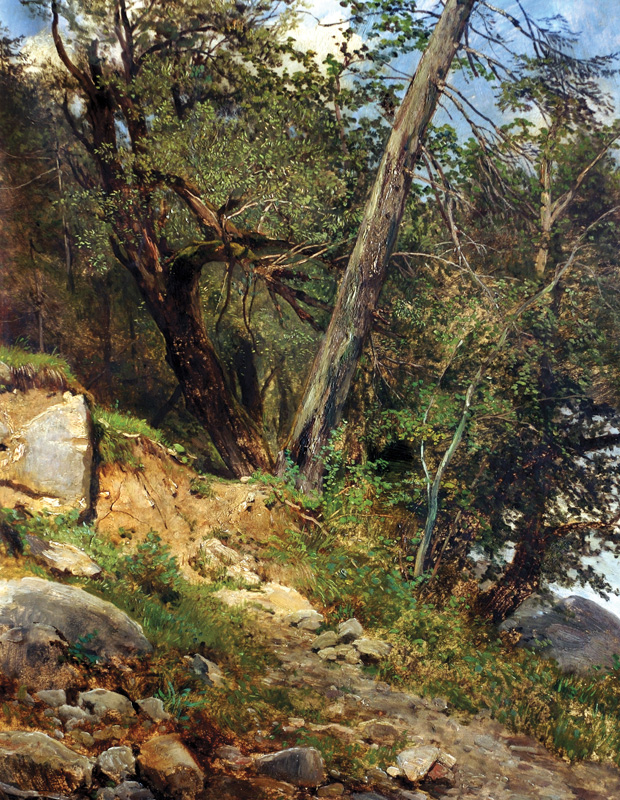
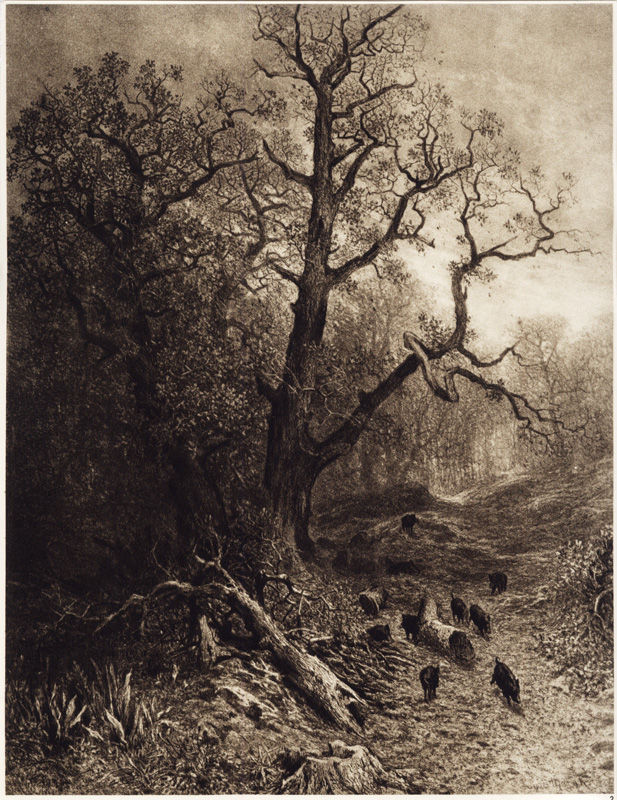
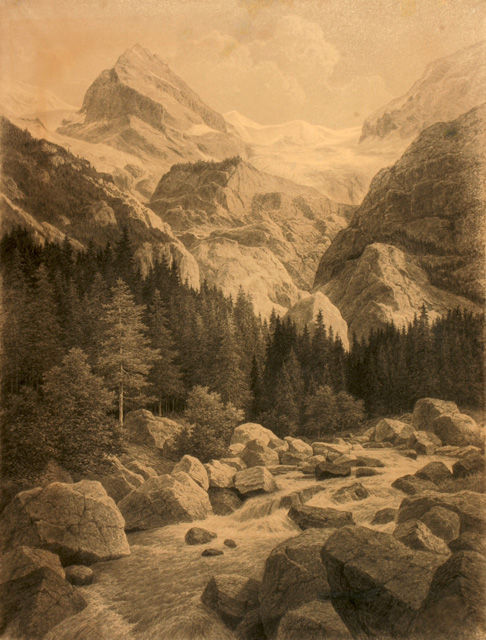
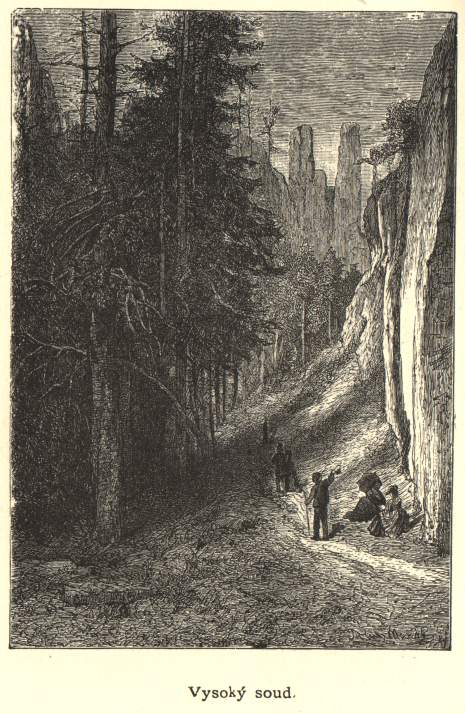

Œuvres de Julius Mařák